# Pandukabhaya
Pandukabhaya est un roi du royaume d'Anuradhapura, dans l'actuel Sri Lanka.Pandukabhaya a été décrit comme un bon roi et a régné pendant soixante-dix ans, laissant le pays dans un état prospère à sa mort.